# Whitestown (Indiana)
Whitestown – miasto w Stanach Zjednoczonych, w stanie Indiana, w hrabstwie Boone.

## Demografia
W roku 2010 miasto zamieszkiwało 2867 osób, a gęstość zaludnienia wynosiła 105,8 osoby/km². W roku 2023 liczba mieszkańców wzrosła do 13 049 osób, a gęstość zaludnienia przekroczyła 359 osób/km². Na przestrzeni zaledwie 13 lat zaludnienie Whitestown zwiększyło się prawie 4,6-krotnie.